# Mycetophila flava
Mycetophila flava är en tvåvingeart som beskrevs av Walker 1836. Mycetophila flava ingår i släktet Mycetophila och familjen svampmyggor. Inga underarter finns listade i Catalogue of Life.